# Kejklířka
Kejklířka (Mimulus) je rod z čeledi Phrymaceae který byl v minulosti řazen do čeledi krtičníkovitých. Její květy jsou svým vzhledem přirovnávány k opičí tlamě nebo k lidským ústům ((anglicky) Monkeyflowers - opičí květ a (latinsky) Mimus - herec). Rod čítá asi 150 druhů, jejich klasifikace je složitá a někdy je větší část z nich vydělována do samostatného rodu Erythranthe.

## Výskyt
Rod pochází ze dvou míst od sebe značně vzdálených: ze západních oblasti Severní Ameriky a z Austrálie. Odtud byly některé druhy se zvlášť vzhlednými květy šířeny do zahrad Evropy, Asie a Jižní Ameriky kde obvykle zplaněly a v tamní přírodě se uchytily. Tak to bylo i se dvěma druhy zavlečenými v polovině 19. století do přírody České republiky:
- kejklířka pižmová (Mimulus moschatus) Lindl.
- kejklířka skvrnitá (Mimulus guttatus) DC.

Druhy rodu kejklířka jsou obvykle hydrofyty nebo helofyty a pokud mají alespoň kořeny ve vlhkém prostředí mohou růst i jako mezofyty.

## Popis
Jsou to jednoleté nebo vytrvalé rostliny rozmanitého vzrůstu i vybarvení květů. Bývají lysé nebo chlupaté a jednoduché nebo rozvětvené lodyhy mívají vzpřímené, vystoupavé či poléhavé. Vstřícně vyrůstající podlouhlé nebo vejčité listy mají řapíky neb jsou přisedlé a po obvodě bývají ozubené. Spodní listy, které někdy rostou ponořené pod vodní hladinou, mohou být úzce podlouhlé a přeslenovité. Některé druhy vydávají výrazný pižmový zápach.
Oboupohlavné květy na stopkách vyrůstají jednotlivě nebo v koncových hroznech, některé druhy mají listeny. Poměrně krátký, trubkovitý až zvonkovitý trvalý kalich je tvořený pěti srostlými, obvykle nestejnými lístky a s dozráváním plodů se zvětšuje. Koruna s válcovitou trubkou delší než kalich může být pravidelná nebo dvoupyská. Horní pysk má dva laloky vzpřímené nebo stočené a spodní je třílaločný, někdy jsou jeho laloky nestejně velké a mívají kontrastní skvrny. Zbarvení korunních lístků bývá bílé, žluté, červené, růžové, fialové nebo modré. Ke korunní trubce jsou přirostlé čtyři dvoumocné tyčinky s prašníky. Dvouplodolistové gyneceum vytváří dvoudílný svrchní semeník (po 50 a více vajíčkách v oddíle) s jednou čnělkou s dvoulaločnatou bliznou. Blizna je uvnitř citlivá na dotek, když se jí při opylování hmyzem dotkne pyl laloky se uzavřou a již se neotevřou.
Plody jsou stlačené dvoudílné šešule pukající v prostředních švech plodolistů, obsahují četná vejčitá až podlouhlá semena s endospermem.

## Význam
Mnohé druhy se vysazují jako okrasné květiny (byly vyšlechtěny nové variety) nebo slouží jako modelové organismy při genetických výzkumech. Extrakty z některých druhů kejklířek se používají na popáleniny nebo jinak poškozenou kůži a v homeopatii jako součásti léků dodávající lidem duševní síly.